# Burleska filmowa

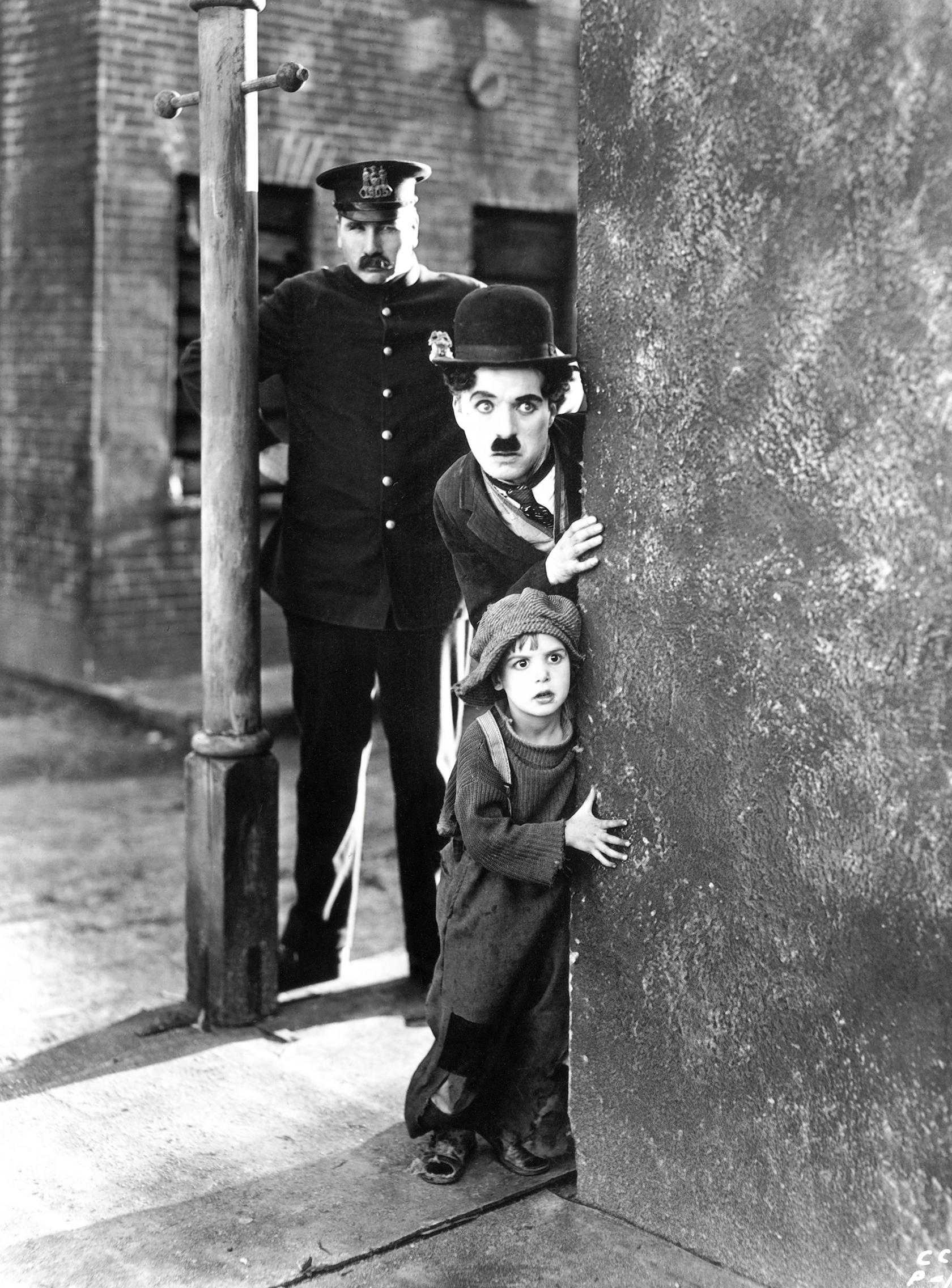
Charlie Chaplin w filmie Brzdąc (1921)

Burleska filmowa lub film slapstickowy – gatunek filmowy o charakterze komicznym i satyrycznym, oparty na kontraście podniosłej tematyki i pospolitego (czy wręcz wulgarnego) sposobu jej ukazania. Burleska posługuje się slapstickiem, karykaturą, parodią, trawestacją, a także rubasznym poczuciem humoru.

## Historia
Na przełomie XIX i XX wieku w Europie i Ameryce spopularyzowało się wiele widowisk scenicznych zorientowanych na rozbawienie widza – m.in. burleski i variety shows w Stanach Zjednoczonych, music-halle w Wielkiej Brytanii, café-concerts i variétés we Francji. Pojawiły się również czasopisma służące rozśmieszaniu odbiorców komicznymi, opartymi na gagu historyjkami obrazkowymi (comic strips). Na tym tle rozwijały się pierwsze komedie filmowe, już w okresie kina atrakcji.
Burleska była szczególnie popularna w okresie kina niemego i funkcjonowała już w jego najwcześniejszym okresie, istniała dalej w okresie kształtowania się pełnometrażowego filmu fabularnego (1908–1915), a w czasach rozkwitu kina niemego weszła w lata świetności, zanikając po roku 1927 wraz z upowszechnieniem się filmu dźwiękowego. Przed rokiem 1914 gatunek ten rozwijał się równolegle w Stanach Zjednoczonych i w Europie, jednak od wybuchu I wojny światowej istniała już tylko burleska amerykańska. Po roku 1915 zaczęła się wyłaniać nowa odmiana burleski, tzw. komedia komików, bazująca nie na zespołowych gagach, a raczej na indywidualności charakterystycznego odtwórcy roli. Powstanie komedii komików wynikało przede wszystkim z wydłużenia się metrażu filmów oraz powstania systemu gwiazd. Do jej szczególnie znanych twórców zaliczyć można Charliego Chaplina, Macka Sennetta, Bustera Keatona, Fatty’ego Arbuckle, Pata i Patachona.

## Charakterystyka

Buster Keaton w filmie Steamboat Bill, Jr. (1928)

Wczesne formy burleski filmowej wzorowały się na strukturze wymienionych wcześniej form scenicznych i drukowanych, stanowiły bowiem zbiór niepowiązanych fabularnie scenek. Tego rodzaju komedia filmowa nie korzystała przy tym z tradycji mieszczańskiego teatru komediowego, a raczej z dorobku komików, którym zwyczajowe reguły teatralne (np. zakaz burzenia „czwartej ściany”) były obce. Tradycja teatralna ukształtowała typ gry opartej na wyolbrzymieniu jakiejś cechy odgrywanej postaci (np. roztargnienia). Ten typ gry przeniknął w na początku XX w. do komedii Cecila B. DeMille’a, w latach 20. do flapper comedies z Clarą Bow i sophisticated comedies Ernsta Lubitscha, a w latach 30. do gatunku screwball comedy.
Wywodzący się z popularnych widowisk komicy burleski stanowili jednak konkurencyjną tradycję wobec teatru komediowego. Burleska filmowa chętnie parodiowała gatunki kultury wysokiej oraz adaptujące ją przedsięwzięcia w rodzaju Film d’art. W burlesce gagi były względnie niezależne od opowiadanej historii. Gatunek ten nie mógł posłużyć się humorem słownym, korzystał więc z rozmaitych form wizualnego komizmu „fizycznego”, czerpiąc z tradycji musicalu, commedii dell’arte oraz cyrku. W celu zaakcentowania gagu stosowano w burlesce takie techniki jak zdjęcia poklatkowe, przyspieszany lub wsteczny przesuw taśmy, a także odpowiednie kostiumy oraz charakteryzację. Grana przez aktora charakterystyczna postać wchodziła w konflikty z materialnym otoczeniem oraz innymi postaciami.